# Serhij Pohorhilyj
Serhij Petrovyč Pohorhilyj (in ucraino Сергій Петрович Погорілий?, traslitterazione anglosassone: Serhiy Petrovych Pohorilyi; Kiev, 28 luglio 1986) è un calciatore ucraino, portiere del Kolos-2 Kovalivka.

## Carriera

### Club
A livello giovanile, Pohorhilyj ha giocato per la Dinamo Kiev prima e per l'Obolon' poi. Ha cominciato la carriera vera e propria trasferendosi al Podillja, tornando all'Obolon' a gennaio 2004. Nel 2007, si è trasferito al CSKA Kiev.
Pohorhilyj è stato messo sotto contratto dall'Arsenal Kiev nell'estate 2007. Ha disputato la prima gara di campionato in squadra il 12 dicembre 2009, nella vittoria interna per 2-0 sullo Čornomorec'. Pohorhilyj è rimasto in forza al club fino all'estate 2012, totalizzando 38 presenze in Prem"jer-liha e subendo 40 reti.
Nell'estate 2012, il portiere è stato tesserato dal Tavrija. Ha debuttato con questa casacca il 15 luglio, impiegato in occasione della sconfitta per 3-1 arrivata in casa del Dnipro. Pohorhilyj ha difeso i pali di questa squadra per due anni, in totale in 20 partite di campionato.
Nell'estate 2014, Pohorhilyj è stato ingaggiato dal Metalist. Ha esordito in campionato il 1º marzo 2015, schierato titolare nella sconfitta per 3-0 maturata sul campo della Dinamo Kiev. È rimasto in squadra per un biennio, al termine del quale il Metalist è stato escluso dalla Prem'er-Liha per debiti. Pohorhilyj ha lasciato la squadra dopo aver totalizzato complessivamente 24 presenze in campionato.
Il 21 luglio 2016, Pohorhilyj ha confermato d'essere arrivato a Bodø per firmare per il Bodø/Glimt. Ha esordito in Eliteserien in data 24 luglio, schierato titolare nel pareggio per 2-2 in casa del Sogndal. Ha giocato 7 partite di campionato in questa porzione di stagione, subendo 13 reti. Al termine della 30ª ed ultima giornata di campionato, in virtù della sconfitta per 2-1 sul campo del Rosenborg e della contemporanea vittoria per 3-0 dello Stabæk sullo Start, il Bodø/Glimt è scivolato al 15º posto, retrocedendo così in 1. divisjon.
Il 5 febbraio 2018, Pohorhilyj è stato ingaggiato dall'Helios Charkiv, squadra militante in Perša Liha.

### Nazionale
Pohorhilyj era stato convocato dall'Ucraina in vista di una partita da disputarsi contro la Bulgaria il 14 novembre 2012, ma la federazione locale lo ha poi escluso dalla lista per un comportamento giudicato non idoneo.